# Николаев, Юрий Алексеевич (регбист)
Ю́рий Алексе́евич Никола́ев (6 ноября 1962 , Красноярск, СССР — 13 апреля 2013, там же, Россия) — советский и российский регбист, игравший на позиции флай-хава (блуждающего полузащитника). Будучи воспитанником школы клуба «Сибтяжмаш» (более известный как «Енисей-СТМ»), на протяжении своей карьеры выступал за «Красный Яр», в составе которого выиграл два чемпионата СССР и шесть чемпионатов России. Выступал за сборные СССР и России. В 2009—2013 годах — тренер клуба «Красный Яр». Мастер спорта СССР международного класса. С 2016 года ежегодно между «Красным Яром» и «Енисеем-СТМ» разыгрывается регбийный приз, носящий имя Николаева.

## Ранние годы
Юрий Алексеевич Николаев родился 6 ноября 1962 года в Красноярске. Отец — рабочий завода железобетонных изделий, мать — ткачиха на комбинате «Химволокно», кавалер ордена Ленина. У Юрия были старший брат и несколько сестёр. Занимался разными видами спорта. Окончил среднюю школу № 90 в 1980 году, в 1981 году поступил в Красноярский техникум физической культуры.

## Игровая карьера

### Клубная карьера
Воспитанник школы клуба «Сибтяжмаш» (ныне «Енисей-СТМ»), первый тренер в школе — Виктор Зеер. Первый клубный тренер — Леонид Сабинин. В «Сибтяжмаше» тренировался под руководством Владимира Кичайкина. В клуб «Красный Яр» (известный прежде как «ЭкскаваторТяжСтрой») пришёл в возрасте 17 лет. В 1981 году выступал в составе «ЭкскаваторТяжСтроя» в чемпионате СССР, в матчах набрал 4 очка, а клуб занял итоговое 8-е место. Осенью 1981 года Николаев был призван в вооружённые силы СССР и направлен проходить срочную службу в ГСВГ, хотя Владимир Кичайкин всячески пытался оставить Юрия в команде. После прохождения воинской службы Юрий некоторое время проболел гепатитом, а когда ему стало чуть полегче, отправился восстанавливать игровую форму в «Сибтяжмаш», окончательно вернувшись в большое регби в 1984 году.
На протяжении всей своей регбийной карьеры вплоть до 1998 года Николаев выступал за «Красный Яр». Он стал ключевым полузащитником клуба после того, как карьеру завершил Анатолий Ивашкин. В 1988 году ЭТС завоевал первые в своей истории медали чемпионата СССР, заняв 2-е место в итоговом зачёте. После первого этапа команда шла только 5-й, на втором этапе с участием восьми команд клуб вышел из своей группы, пропустив вперёд клуб «Мшенебели» из Кутаиси, а в финальном медальном раунде занял 2-е место. В 1989 году ЭТС занял 3-е место в чемпионате СССР, а Николаев набрал 232 очка в гонке бомбардиров, уступив только чемпиону СССР в составе кутаисского клуба «Айя» Нугзару Дзагнидзе (257 очков). В том же году он дошёл до финала Кубка СССР. Вместе с «Красным Яром» Юрий сумел выиграть первые два титула в его истории: он становился чемпионом СССР в 1990 и 1991 годах. В победном сезоне 1990 года Николаев был капитаном команды.
После распада СССР Николаев шесть раз выигрывал чемпионат России и три раза завоёвывал Кубок России. В 1992 году он, выиграв первый розыгрыш чемпионата России, стал лучшим бомбардиром клуба в чемпионате по набранным очкам (91 очко) благодаря одной попытке (4 очка), 27 реализациям (54 очка), 10 штрафным (30 очков) и одном дроп-голе (3 очка). В общем рейтинге бомбардиров чемпионата он занял 5-е место, значительно уступив Виктору Яковлеву из подмосковного ВВА (162 очка). В рейтинге по количеству реализаций он занял 2-е место, уступив тому же Яковлеву с 48 реализациями. В 1993 году «Красный Яр» занял 2-е место в чемпионате России, отстав на 7 очков от победившего ВВА: за неявку на игру против пензенского ВЭМ красноярской команде засчитали техническое поражение 0:30. Однако этот сезон чемпионата России стал единственным, в котором Николаев не смог завоевать чемпионский титул в качестве игрока. Сам Юрий занял 2-е место в рейтинге бомбардиров со 152 очками: за сезон он занёс 6 попыток, пробил 40 реализаций и 14 штрафных (лучшим стал Виктор Яковлев из ВВА со 166 очками). В том же году он дошёл до финала Кубка России.
В 1994 году он выиграл второй титул чемпиона России и занял 3-е место в гонке бомбардиров с 82 очками (4 попытки, 16 реализаций, 9 штрафных и один дроп-гол), уступив Сергию Сахнову из «Вест-Звезды» (135 очков) и Виктору Яковлеву из ВВА (108 очков). В 1995 году он в третий раз стал чемпионом России и выиграл Кубок России, повторив успех в чемпионате и Кубке в 1996 году. В 1997 году он завоевал пятый титул чемпиона России и дошёл до финала Кубка России. В полуфинальном матче между «Красным Яром» и «Сибтяжмашем» при счёте 33:35 в пользу «Сибтяжмаша» игроки лидировавшей команды нарушили правила в 42 метрах от зачётной зоны почти что на самой бровке. Изначально тренер «Красного Яра» Владимир Грачёв настаивал на том, чтобы команда разыграла мяч на руках, рассчитывая выдвинуться вперёд примерно на 10 метров и заработать штрафной с возможностью пробить по центру. Однако Николаев решил бить сразу с места нарушения правил и реализовал свой штрафной, принеся команде победу 36:35.
В 1998 году Николаев в шестой раз стал чемпионом России и в третий раз выиграл Кубок России. Игровую карьеру он завершил в 1999 году.

### Карьера в сборной
С 1985 по 1998 годы Юрий Николаев играл за сборные СССР, СНГ и сборной России. Так, в 1985 году он выступил в составе второй сборной СССР на турнире на призы Федерации регби СССР. В матче против Польши Николаев вышел на замену во втором тайме, а при счёте 9:6 в пользу Польши вместо пробития штрафного решил разыграть мяч: в результате последовавшей атаки советская команда занесла попытку, а Николаев успешно провёл реализацию, принеся сборной победу 12:9. Журнал «Спортивные игры» в феврале 1986 года отмечал, что Николаев, показавший хорошую игру в чемпионате СССР, может сменить в сборной Сергея Демидова из «Славы» — на тот момент Демидов был лучшим скрам-хавом страны, но в связи с возрастом (30 лет) сборной требовался его преемник. В том же году Николаев играл дважды в матчах против второй сборной Франции: в Ленинграде 8 мая (поражение 7:14) и в Бегле 1 ноября (победа 15:9).
В 1987 году Николаев выступал в составе второй сборной СССР на турнире газеты «Советский спорт»: в матче против основной сборной СССР (ничья 6:6) он забил штрафной и дроп-гол. В 1988 году он выступал в составе сборной РСФСР на молодёжном чемпионате ДСО профсоюзов: в матче против Грузинской ССР (поражение 22:24) он набрал 18 очков, забив шесть штрафных. 19 июня того же года в матче против Чехословакии он занёс две попытки, принеся сборной победу со счётом 36:4. В том же году в составе студенческой сборной СССР он занял 4-е место на Кубке мира, а также получил звание мастера спорта СССР.
В 1989 году Николаев выступил на турнире газеты «Советский спорт» в составе второй сборной СССР, занявшей 2-е место. В матче против Уэльса он забил две реализации и штрафной (победа 23:12), в матче против Румынии забил реализацию и два штрафных (победа 16:11). В том же году получил звание мастера спорта СССР международного класса. В 1990 году Николаев участвовал в турне сборной СССР по Австралии, отметившись в матче против команды «Кукабуррас» реализацией (поражение 6:44), а также провёл матч против Италии в Ровиго 24 ноября (поражение 12:34).
В 1991 году Николаев был в заявке сборной СССР на турне по Новой Зеландии и принял участие во встрече 5 июня против команды Мид-Кентербери из второго по силе дивизиона Новой Зеландии: в матче он занёс попытку, забил дроп-гол, два штрафных и 4 реализации, что принесло советской команде победу со счётом 33:10. В самом турне Николаев провёл три матча, набрав 21 очко (все в игре против Мид-Кентербери). В том же году он сыграл в Лорьяне 13 марта против второй сборной Франции (поражение 6:38) и в Севилье против Испании (победа 19:16), причём в игре против испанцев он открыл счёт со штрафного на 7-й минуте и забил ещё две реализации. Помимо всего прочего, в 1991 году Николаев сыграл за сборную СССР по регби-7 на турнире в Гонконге: обыграв команду Шри-Ланки со счётом 16:8, в следующем раунде СССР уступил Шотландии со счётом 6:20, а в утешительном турнире проиграл Аргентине 6:28.
3 июня 1992 года Николаев провёл матч за «Красный Яр» против сборной звёзд регби «Барбарианс», проведя одну реализацию и четыре раза точно пробив со штрафного, однако его клуб проиграл со счётом 21:32. 6 июня того же года, уже выступая за сборную России (формально — команду СНГ) против тех же «Барбарианс», Николаев провёл в матче одну реализацию и трижды забил со штрафных, принеся победу сборной России со счётом 27:23. В 1993 году со сборной России он стал серебряным призёром Предварительного турнира ФИРА 1992/1993: в матче 29 мая против Польши (победа 41:5) забил один штрафной, а в игре 6 ноября против Италии (поражение 19:30) забил четыре штрафных и одну реализацию.
В 1994 году Николаев участвовал в турне по Намибии в составе сборной России, а также провёл в Бухаресте 7 мая матч против Румынии в рамках отбора на чемпионат мира 1995 года (поражение 0:30). В 1995 году Николаев выиграл Предварительный турнир ФИРА 1994/1995: как и в случае с турниром 1992/1993, сборная России благодаря успешному выступлению попала в соревнования высшего дивизиона турнира ФИРА (тогдашняя версия чемпионата Европы). 20 апреля 1997 года в матче в Тунисе против Туниса, проходившем в рамках турнира за 5—7-е места первенства ФИРА 1995/1997, Николаев забил три реализации и два штрафных, принеся сборной России победу со счётом 30:25. В матче за 5-е место против Марокко Николаев не участвовал (поражение 7:20). В том же году на мемориале памяти Игоря Купермана он провёл встречу против Украины (победа 57:33).
По данным ESPN, в 1993—1998 годах Николаев официально провёл 9 матчей в составе сборной России на турнирах ФИРА и набрал 33 очка (три реализации и 9 штрафных). В промежутки с 1987 по 1994 годы и с 1997 по 1998 годы Николаев официально сыграл суммарно 51 матч за сборные СССР, СНГ и России, набрав в них 310 очков.

## Стиль игры
Изначально Николаев выступал на позиции скрам-хава (полузащитника схватки, «девятки»), но позже перешёл на позицию десятого номера (флай-хава, блуждающего полузащитника). По оценке выпуска журнала «Спортивные игры» за февраль 1986 года, он был прекрасным игроком на позиции «девятки», неплохо владел мячом и бил с двух ног, но на тот момент не играл на стабильном уровне. Он обладал хорошим игровым мышлением: в одном из матчей против «Пензы» он показал форвардам пензенцев, что намерен отдать пас, а сам спрятал мяч за спину. Форварды бросились на восьмого номера «Яра» Владимира Негодина, в то время как Николаев сам в одиночку добрался до зачётной зоны противника и занёс попытку.
Николаев считается одним из лучших бьющих в истории «Красного Яра»: он умел забивать штрафные с самых неудобных позиций, что нередко помогало «Красному Яру» не только выигрывать матчи, но и даже золотые медали. По его словам, если бьющий чувствовал уверенность в возможности своим ударом набрать очки, то должен был обязательно пробить по воротам с любой позиции.

## Карьера функционера и тренера
В марте 1999 года Николаев возглавил Союз регбистов России, а в том же году вошёл в комитет по международным отношениям Европейской Ассоциации регби FIRA-AER. При помощи Николаева регби удалось сохранить в России как официально признанный вид спорта. С 1999 года он входил. За время пребывания Николаева на посту президента СРР сборная России дебютировала в высшем дивизионе Кубка европейских наций (чемпионате Европы) и попала в призовую тройку. Сборная по регби-7, в свою очередь, впервые в истории квалифицировалась на чемпионат мира, попав в призовую тройку европейского национального отбора. В то же время сборной по регби-15 не удалось пробиться на чемпионат мира 2003 года из-за юридического прокола, связанного с незаконным заигрыванием трёх южноафриканских регбистов. В 2003 году Николаев стал 1-м вице-президентом Союза регбистов России, который отвечал за развитие регби на Дальнем Востоке. Он был заместителем председателя Красноярской федерации регби. Помимо работы в Союзе регбистов России, он был депутатом Красноярского городского совета и работал в постоянной комиссии совета по физической культуре, спорту и туризму.
В августе 2009 года Николаев сыграл в матче красноярских и новокузнецких легенд регби, приуроченном к 40-летию клуба «Красный Яр» (победа красноярцев 33:23). В конце того же месяца Николаев был назначен главным тренером «Красного Яра» после отставки французского тренера Кристиана Пензаволты. Свой дебютный матч в качестве тренера красноярцев провёл в 7-м туре чемпионата России, обыграв в гостях «Новокузнецк» со счётом 30:7. Номинально до 1 ноября 2009 года Николаев числился в качестве исполняющего обязанности главного тренера и был освобождён от совмещения тренерской работы с должностью вице-президента Союза регбистов России. По итогам сезона клуб завоевал бронзовые медали чемпионата России по регби-15 и серебряные медали в чемпионате по регби-7.
В 2010—2011 годах «Красный Яр» благодаря договору о сотрудничестве с новозеландской командой Супер Регби «Крусейдерс» провёл сборы в Крайстчерче, где базируются «крестоносцы», и принял участие в нескольких тестовых матчах. В частности, клуб сыграл в 2010 году против сборной молодых игроков из региона Кентербери (поражение 5:52). В том же 2010 году «Красный Яр» завоевал бронзовые медали чемпионата России, обыграв московскую «Славу». В 2011 году Николаев вошёл в состав делегации Федерации регби России, прибывшей в Новую Зеландию в канун дебютного для сборной России чемпионата мира. В том же году под руководством Николаева «Красный Яр» выиграл Кубок России, обыграв в финале «Енисей-СТМ» в дополнительное время со счётом 9:6, но в финале чемпионата России уступил этому же «Енисею-СТМ», проиграв оба финальных матча.
В 2012 году команда «Красный Яр» под руководством Николаева снова дошла до финала чемпионата России, где встретилась с «Енисеем-СТМ». Если первый матч завершился вничью 12:12, то в ответном матче «Яр» был разгромлен со счётом 3:40. К тому моменту Николаев уже долго и тяжело болел.

## Взгляды на регби
По словам главного редактора красноярского журнала «Деловой квартал» Алексея Машегова, Юрий Николаев не боялся высказывать на камеру в эфире своё мнение о том, что именно происходило с «Красным Яром», и всегда говорил то, что думал. В частности, Николаев считал, что Профессиональная регбийная лига прикладывала недостаточно усилий для освещения чемпионата и популяризации регби как такового в стране: по его словам, для этого нужны были не только новые современные стадионы, способные принимать регбийные матчи, но и обязательная реклама регби и трансляция регбийных матчей по телевидению. Николаев приветствовал развитие в России включённого в олимпийскую программу регби-7, но считал, что этот вид спорта надо «развести» с регби-15, чтобы обеспечить дальнейший прогресс. По его словам, у каждого клуба должна быть отдельная команда, выступающая исключительно в турнирах по регби-7, а не по регби-15.
Юрий Алексеевич скептически относился к приглашению в российское регби иностранных тренеров, опираясь на неудачный опыт работы Джеймса Штоффберга и критикуя эксперименты с составом сборной, которые проводил тогдашний наставник сборной России Кингсли Джонса. В то же время Николаев, комментируя возмущения отдельных клубов по поводу выхода до шести легионеров на матч чемпионата России, утверждал, что только три-четыре команды чемпионата России способны выставить вместо легионеров талантливых молодых игроков. Будучи тренером «Красного Яра», в 2012 году он решил отдать малоопытных молодых игроков в другие клубы, чтобы они набрались там опыта и подняли свой игровой уровень, а не сидели в запасе красноярцев.
Николаев был недоволен тем, что в чемпионате России почти не было конкуренции, а медали оспаривали только три клуба («ВВА-Подмосковье», «Красный Яр» и «Енисей-СТМ»), но не исключал, что другие клубы смогут вмешаться в борьбу за медали. По его словам, эта возможность зависела как от самих клубов, так и от усилий регбийного руководства России. В то же время глава Красноярского городского спорткомитета Сергей Кочан утверждал, что только благодаря Николаеву удалось сохранить статус и уровень регби в Красноярске.

## Личная жизнь
Был женат, воспитал троих детей. Болел за московский футбольный клуб «Спартак», хотя иронично называл футбол «показухой».

## Смерть и память
Юрий Алексеевич Николаев скончался 13 апреля 2013 года после тяжёлой болезни. Незадолго до своей кончины он покинул пост главного тренера «Красного Яра», доверив исполнение обязанностей тонганцу Джошу Таумалоло. Николаев был похоронен на аллее славы кладбища Бадалык. Его именем был назван регбийный приз, который с 2016 года ежегодно разыгрывается клубами «Красный Яр» и «Енисей-СТМ».
Неделю спустя после кончины Николаева новым главным тренером был назначен один из известнейших игроков клуба Игорь Николайчук. В том же сезоне «Красный Яр» впервые с 2001 года сумел выиграть титул чемпиона страны и завоевать свой 11-й чемпионский титул: в финале по сумме двух матчей он взял верх над «Енисеем-СТМ».

## Достижения

### Клубные
- Чемпионат СССР
  - Чемпион: 1990[9], 1991[10]
  - Серебряный призёр: 1988[6]
  - Бронзовый призёр: 1989[7]
- Чемпионат России
  - Чемпион: 1992[14], 1994[16], 1995[17], 1996, 1997[18], 1998[20][12][13]
  - Серебряный призёр: 1993[15][8]
- Кубок СССР
  - Финалист: 1989[8]
- Кубок России
  - Обладатель: 1995, 1996, 1998[12][13]
  - Финалист: 1993[8], 1997[19]

### В сборной
- Предварительный турнир ФИРА
  - Победитель: 1994/1995[англ.][12][13]
  - Серебряный призёр: 1992/1993[англ.][12][13]

### Личные
Места в рейтинге бомбардиров чемпионатов СССР и России:
- 2-е место: 1989 (232 очка)[7], 1993 (152 очка)[15]
- 3-е место: 1994 (82 очка)[16]
- 5-е место: 1992 (91 очко)[14]
- В списке 45 лучших регбистов СССР 1990 года[9]
- В списке лучших регбистов России 1992 года[8]

## Награды
Отмечен благодарственными письмами от правительства Красноярского края и администрации Красноярска:
- «За большой личный вклад в развитие регби в Красноярске»
- «За вклад в развитие города в связи с 375-летием Красноярска»
- «Лучший спортсмен по игровым видам спорта»